# 弗朗克·博勒佩尔
弗朗克·博勒佩尔（法語：Frank Beaurepaire，1891年5月13日—1956年5月29日），澳大利亚男子游泳运动员。他曾代表澳大拉西亚、澳大利亚参加1908年、1920年和1924年夏季奥林匹克运动会游泳比赛，获得三枚银牌和三枚铜牌。